# Cova Fosca

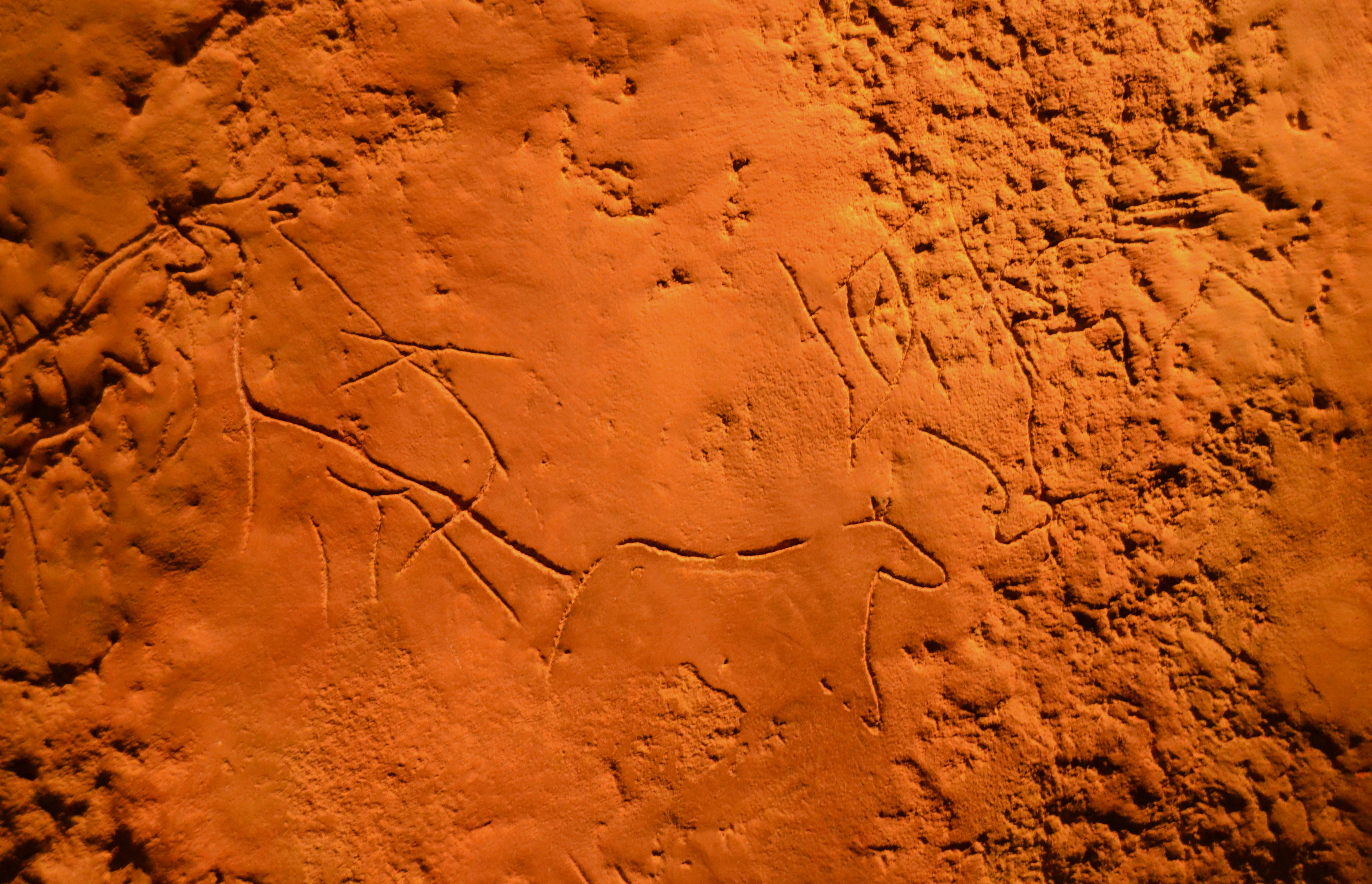
Zoomorphe und Geometrische Ritzungen in der Cova Fosca

Die Cova Fosca (Katalanisch für „Dunkle Höhle“) ist eine prähistorische Höhle auf der Gemarkung der Gemeinde Vall d’Ebo in der Provinz Alicante in Spanien. Die in ihr gefundenen altsteinzeitlichen Felsmalereien stammen wahrscheinlich aus dem Magdalénien und sind die ältesten in der Provinz Alicante. Es gibt eine gleichnamige Höhle auf Mallorca.
Die Cova Fosca hat zwei Eingänge und ist wegen der Bilder, die auf 15.000 v. Chr. datiert werden, geschützt. Die Bilder stellen Hirsche, Pferde und zoomorphe Wesen unbestimmter Natur dar. Es gibt auch Bildtafeln mit geometrischen und linearen Zeichen. In einem Gebiet, wo Felsmalereien unter Abris (Abric d’Ermites IV) für die Felsbildkunst typisch sind, übernimmt diese levantinische Höhle die Rolle der franco-kantabrischen, paläolithischen Kunst mit Bildern in der Tiefe von Höhlen. In der Region Valencia enthalten einige weitere Höhlen dieser Art paläolithische Kunst (Cova Parpalló, Cova de Reinós und Cueva Meravelles).
Die Höhle wurde nicht nur in der Altsteinzeit aufgesucht. Sie wurde, wie die Cova de l’Or und die Höhlen der Barranco de los Grajos während der Jungsteinzeit genutzt und während der Kupferzeit als Grabhöhle verwendet.
Weichtierüberreste aus der Cova Fosca gelten als Nachweis der menschlichen Nutzung der Höhle in der ersten Hälfte des Holozäns. Aber weder die Pulmonaten (Lungenschnecken) noch die Meeresmuscheln repräsentieren Speiseabfälle. Die geringe Größe (7 bis 30 mm) der dominanten Pulmonaten (Pomatias elegans und Rumina decollata) und der Mangel an menschlichen Spuren an ihnen zeigen ihren Charakter. Zusammen mit den übrigen acht Pulmonatenarten bezeugen sie die Veränderung der klimatischen Bedingungen vom Epipaläolithikum bis in die späte Jungsteinzeit. Die marinen Weichtiere vertreten dagegen entweder die Herstellung von Werkzeugen oder Schmuck.